# Xian de Yanshan (Hebei)
Pour les articles homonymes, voir Yanshan.
Le xian de Yanshan (盐山县 ; pinyin : Yánshān Xiàn) est un district administratif de la province du Hebei en Chine. Il est placé sous la juridiction de la ville-préfecture de Cangzhou.

## Démographie
La population du district était de 399 743 habitants en 1999.